# Hilde Palland-Mulder
Hilde Palland-Mulder (Kampen, 13 september 1979) is een Nederlands voormalig politica.

## Levensloop
Palland-Mulder studeerde rechten aan de Rijksuniversiteit Groningen en werd in 2000 lid van het CDA. Palland zat tussen 2006 en 2018 drie periodes in de gemeenteraad van Kampen. Vanaf 2009 was ze fractievoorzitter en in 2014 werd ze lijsttrekker. In 2017 was zij verkiesbaar voor de Tweede Kamerverkiezingen dat jaar. Naast haar politieke werk is Palland medeoprichter en eigenaar van een adviesbureau op het gebied van huisvesting en maatschappelijk vastgoed.

### Tweede Kamer
Per 29 mei 2019 werd Palland-Mulder door de Kiesraad benoemd verklaard als lid van de Tweede Kamer der Staten-Generaal in de vacature die ontstond na het vertrek van Sybrand Buma. Op 4 september 2019 hield Palland haar maidenspeech. Palland-Mulder vertegenwoordigt het CDA vooral op de gebieden van het ministerie van Sociale Zaken en Werkgelegenheid. Hierbij draagt ze bij aan de portefeuilles als zzp, arbeidsongeschiktheid en ondernemers. Palland-Mulder diende in september 2020 de initiatiefnota Familiebedrijven in, mede geïnspireerd op het Overijsselse economische beleid met specifieke aandacht voor familiebedrijven. Op 5 december 2023 nam zij afscheid van de Tweede Kamer. Zij kreeg daarbij een onderscheiding als ridder in de Orde van Oranje-Nassau.

## Persoonlijk
Palland-Mulder, geboren en getogen Kampenaar, is getrouwd en heeft een dochter. Haar meisjesnaam is Mulder. Kerkelijk behoort ze tot de Nederlandse Gereformeerde Kerken (NGK). Palland-Mulder is lid geweest van de jongerenpartij van het CDA. Bij haar afscheid van de gemeenteraad van Kampen werd ze gedecoreerd tot lid in de Orde van Oranje-Nassau. Tijdens Prinsjesdag 2021 droeg ze een door kunstenares Hinke Luiten ontworpen kraag, tas en armband, gemaakt van kwartjes.